# Атанасян, Левон Сергеевич
Лево́н Серге́евич Атанася́н (арм. Լևոն Սերգեյի Աթանասյան; 15 июля 1921, Ереван, Армянская ССР — 5 июля 1998, Россия) — советский и российский математик, педагог, специалист в области геометрии. Заведующий кафедрой геометрии Московского педагогического государственного университета. Автор школьных учебников по геометрии, научных и научно-методических работ, в том числе учебно-методических пособий по геометрии для студентов педагогических вузов. Почётный профессор МПГУ.

## Биография
Родился 15 июля 1921 года в Ереване. Долгое время день рождения праздновался 8 декабря, так как так было написано в паспорте.
Когда он окончил школу, его отец был арестован как враг народа. По настоянию родных юноша переехал к дяде в Москву, где его, как сына репрессированного, приняли в 1939 году только в автодорожный институт. В процессе учёбы он проявил способности к математике и был переведён на третий курс физико-математического факультета Московского государственного педагогического института имени К. Либкнехта, который с отличием окончил в 1943 году.
С мая 1943 года он был курсантом Омского военно-пехотного училища, а затем служил в Барнаульском пехотном училище командиром учебного взвода, готовя офицеров для фронта.
В 1946 году он был демобилизован и поступил в аспирантуру на кафедру геометрии МГПИ имени В. И. Ленина. В 1950 году под руководством профессора Д. И. Перепёлкина им была написана и защищена диссертация на степень кандидата физико-математических наук по теме «Оснащение многообразия частного вида в многомерном аффинном пространстве».
После окончания аспирантуры его оставили работать на кафедре геометрии, где он прошёл путь от ассистента до профессора. В 1955 году он стал заведующим кафедрой геометрии. С 1956 по 1960 год он занимал должность декана математического факультета, а с 1961 по 1969 год был проректором по учебной работе МГПИ им В. И. Ленина.
В 1969 году он был приглашён на работу в ЮНЕСКО, где до 1977 года он возглавлял отдел высшего образования. Вернувшись из Парижа в Москву, то вновь возглавил кафедру геометрии и проработал на этом посту вплоть до последних дней своей жизни.
Внёс большой вклад в улучшение математического образования в СССР и России, являлся членом Учебной комиссии по математике при МП РСФСР, членом президиума научно-методического Совета по математике при МП СССР, членом научно-методического Совета по математике гос. Образования РФ, председателем секции геометрии научно-методического Совета по математике, информатике и вычислительной технике УМО на базе МПГУ.
Был награждён орденами «Знак почёта» и «Дружбы народов», медалями «За победу над Германией в Великой Отечественной войне 1941—1945 гг.», «Ветеран труда», медалью Ушинского, четырьмя юбилейными медалями и значками «Отличник просвещения СССР» и «Отличник просвещения РСФСР», был избран Заслуженным профессором МПГУ.
Научные исследования относятся к многомерной дифференциальной геометрии. Он выделил ряд специальных видов многообразий в многомерном аффинном пространстве и досконально изучил геометрию этих многообразий, построил инвариантное оснащение для определённых классов вырожденных гиперповерхностей проективного пространства. Затем он занялся исследованием геометрии пространств над алгебрами.
Им было опубликовано более 70 научных и научно-методических пособий и статей и около 50 учебников и учебных пособий. Широко известно учебное пособие по геометрии в двух томах, написанное им совместно с профессором В. Т. Базылевым, «Геометрия, часть I» и «Геометрия, часть II» и задачники по курсу геометрии для педагогических вузов, написанные сотрудниками кафедры геометрии под его редакцией.
Скончался 5 июля 1998 года.

## Книги и статьи
- Л. С. Атанасян, В. Ф. Бутузов, С. Б. Кадомцев, Э. Г. Позняк, И. И. Юдина. Геометрия. 7—9 классы: учебник для общеобразовательных организаций. — М.: Просвещение, 2013. — 383 с. — 170 000 экз. — ISBN 978-5-09-024881-5.
- Л. С. Атанасян, В. Ф. Бутузов, С. Б. Кадомцев, Л. С. Киселева, Э. Г. Позняк. Геометрия. 10—11 классы: учебник для общеобразовательных организаций: базовый и профильный уровни. — 22-е издание. — М.: Просвещение, 2013. — 255 с. — 80 000 экз. — ISBN 978-5-09-030854-0.

- Л. С. Атанасян. Геометрия Лобачевского. — М.: Просвещение, 2001. — 336 с. — ISBN 5-09-009734-8.